# Zalán (település)
Zalán (románul: Zălan) falu Romániában, Kovászna megyében. A település híres szilvájáról és az ebből készülő pálinkáról, ezért a vidéken Szilvás-Zalánnak is nevezik.

## Fekvése
Sepsiszentgyörgytől 10 km-re északra, az Olt jobb oldali mellékvölgyében fekszik, Sepsibodokkal és Oltszemmel alkot községet. Az Alsó-Háromszéki medencében foglal helyet. A település 630 m magasságban fekszik a Baróti-hegység keleti oldalában, a Miklós-hegy, az Óvágás-tető vagy Avas-tető, valamint a 927 m magas Marokmező ölelésében.

## Története

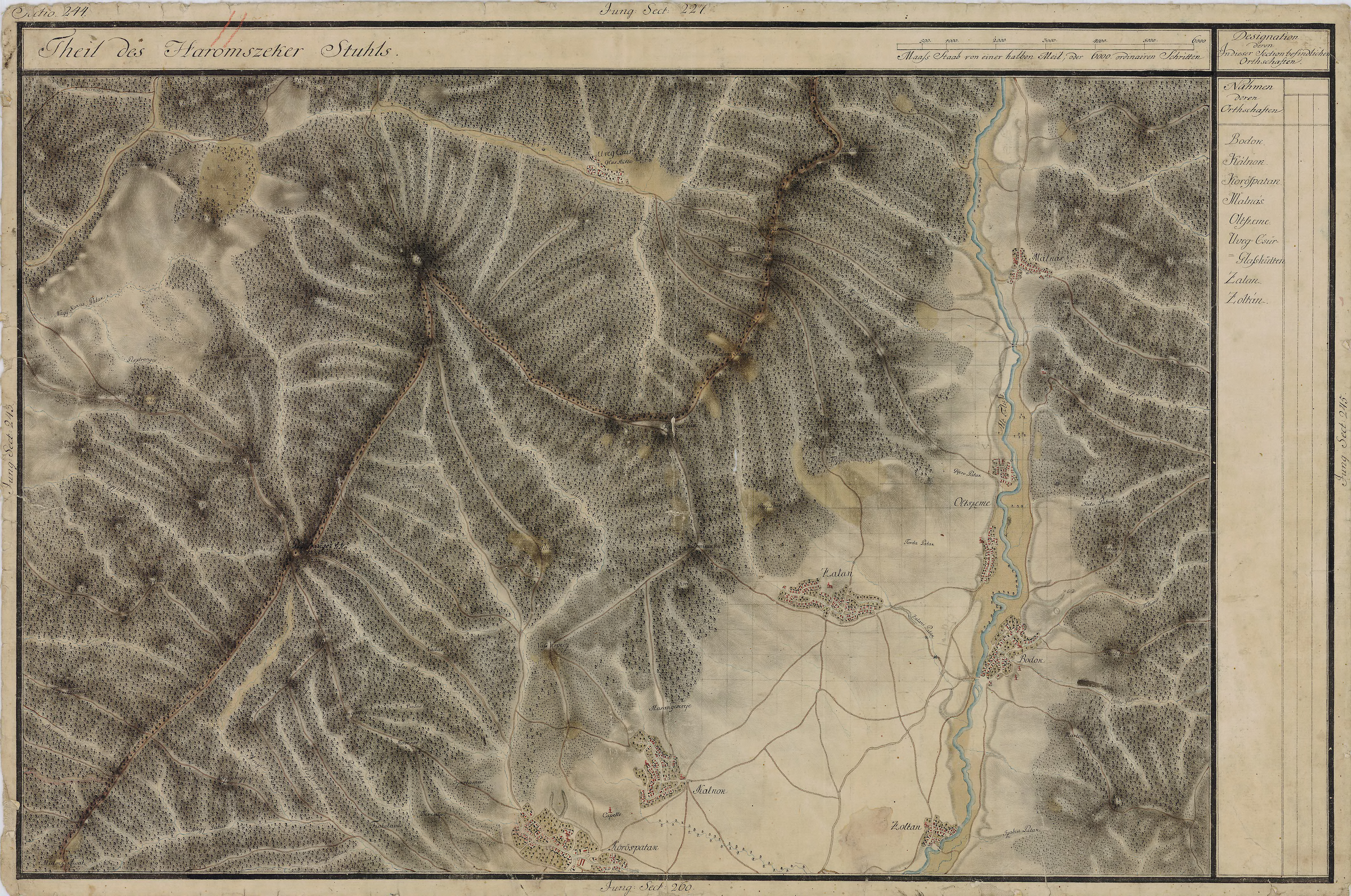
Zalán az 1769-73-as Jozefiniánus térképen

A Zalán környéki székelyek a 13. században kerülnek mai településterületükre, éppen a később szászok lakta Szászsebes vidékéről. A templom építésének idején valószínű, hogy még fennállnak kapcsolataik az ott maradt csoportjaikkal.
1332-ben a pápai tizedjegyzékben Zalan néven említették először. Az 1332-1337 közötti tizedjegyzékekből tudjuk, hogy 1332-1333-ban Miklós pap 2-2 garassal gyarapította a pápai kincstárat. 1334-ben pedig 1 banálissal és 4 sustákkal adózott a tizedszedőnek.
1333-ban Zlalan, 1334-ben Salan, 1733-ban Zalány, 1769-73-ban Zalan, 1913-ban Zalán néven írták.
1473-ban egy oklevélben Zalani Veres Péter és Albert mint peres felek voltak említve.
A háromszéki falvak közül Zalánnak maradt fenn a legkorábbi, 1581-ben írásban is megörökített falutörvénye.
1567 évi népszámláláskor 17 kaput írtak itt össze. 1614-ben végzett összeíráskor pedig 65 családfőt számoltak össze a faluban.
Gazdag jegyzetanyag maradt fenn a falu két (18. és 19. századi) jegyzőkönyvéből.
A településen birtokos volt a tekintélyes erdélyi székelyi primor evangélikus zaláni Apor család; az evangélikus vallású zaláni Apor Albert (1836–1902), körjegyző és törvényhatósági bizottsági tag egyik képviselője volt a családnak a 19. század második felében. Felesége, Apor Albertné gidofalvy Gidofalvy Klára (1839–1904) asszony, aki két gyermekkel áldotta meg őt. Az egyik a pártában maradt Apor Ilona kisasszony, a másik zaláni Apor Ferenc, földbirtokos, aki tovább vitte a családot. Apor Ferenc, helyi zaláni földbirtokos, elvette Téglás Máriát, aki nyolc gyermeket hozott világra.
1898-ban Darányi Ignác, Magyarország földművelésügyi minisztere elrendelte, hogy Erzsébet királyné emlékére minden településen fenyőcsemetéket ültessenek. Zalán akkori elöljáróságai összesen 262 fenyőfacsemetét ültettek el a községháza előtt és a temetőben. Az akkoriban ültetett fenyőfacsemetékből a klímának és az itt élő embereknek köszönhetően kettő meg ma is áll a temető kertjében, emlékeztetve a gyászos évre amikor meggyilkoltak a királynét.
A falut 1910-ben 793 magyar lakta. A trianoni békeszerződésig Háromszék vármegye Sepsi járásához tartozott. 1992-ben 626 lakosából 624 magyar és 2 román volt.

## Nevezetességek
- Zalán híres a szilvapálinkáájáról. Ezért a térségben Szilvászalánnak is mondják.
- Református temploma 1319-ben épült, a 15. században gótikus stílusban átépítették, majd 1821 és 1825 között újjáépítették és bővítették. 2010-ben teljes felújitásra került sor.
- Séra kúria – reneszánsz boltozattal és falfestményekkel. A Séra kúria mára már romos állapotba került. A Séra család birtokában van a Zalán környéki földek jelentős része.
- A Pincevár középkori eredetű maradványai a Baróti-hegység főgerincéből előrenyúló 851 méter magas hegytetőn találhatók.
- A falu gazdag forrásairól híres Felszegi és a Fingos forrás, a Zalánfeji valamint a Nyíri borvíz.
- Az Erzsébet kert Erzsébet magyar királynéról kapta a nevét. A királynő emlékére kopjafát állítottak. A kert a bencefalvi falurészben fekszik.

### Református templom
Orbán Balázs és Entz Géza szerint falu templomának román kori kapuzata feltehetőleg 12-13. századi eredetű, a Református templom építésének legkésőbbi lehetséges időpontja 1319. 
A templomot 15. században gótikus stílusban átépítették, majd az 1802-es földrengést követően 1821 és 1825 között újjáépítették és bővítették. Orbán Balázs meg is emlékezett az eseményről: „E templom az újabb időkben egészen át lett idomítva, a régi falnak csak egy része( az északi fal a szószékig és a nyugati fal egy része), mely A és B betűkkel van jelölve, maradt meg, e falról a szószék felé ez van írva: ’ Az A-tól kezdve B-ig épült 1319-ben, a többi része négy esztendők alatt Isten segedelméből végeztetett be 1825-ben.’”. Az új templomba beépítették a régi bejáró román stílusú kőkeretét, amely a gótika felé való átmenet legtipikusabb példája.
A régi szentély falai a 19. századi javításkor kerültek elő ekkor színes freskókat és latin nyelv feliratos töredékeket is találtak. 
A templom 15. századi emlékeket őriz, szépen tagolt, félköríves ajtókerete van.
2010-ben teljes felújításra került sor a reformáció és a templom építésének 690. évfordulójára.
A templomot viszonylag alacsony (kb. 2 m magas), ovális kőfal övezi, melyet vélhetően a 15. században emeltek, majd később visszabontottak. Ovális alaprajzú várfala a cinterem emlékparkját övezi.

### Séra kúria
Séra kúria – reneszánsz boltozattal és falfestményekkel rendelkezik. A Séra kúria mára már kissé rossz állapotba került de már javításokat hajtottak végre rajta. A Séra család birtokában van a Zalán környéki földek jelentős része.
A Séra-kúria boltozatos termében reneszánsz boltozat és falfestmény-maradványok vannak 1600 idejéről. A kúriát 1769-ben átépítették. 
A néphagyomány szerint Sérák és a zaláni Aporok egy alagúttal kötötték össze a ma már romokban heverő, ám egykor fénye teljében reneszánsz boltozattal és falfestményekkel ékesített kúriát a Pincevárral.

### Pincevár
A Baróti-hegység főgerincéből előrenyúló 851 méter magas hegytetőn, a falutól délnyugatra, a Kóré- és Telek-patak forrásvidékénél találhatók Pincevár középkori eredetű maradványai.
A Pince-vár a Zalán fölötti 851 méter magas hegytetőn helyezkedett el, mely a néphagyomány szerint a Séra-kúriával összeköttetésben állt. A régészek szerint a feudális kor várai közé tartozott. Tárgyi emlékeket az ásatások során nem találtak, a szájhagyomány azt véli hogy a várból alagút vezetett a faluba. (Ennek lehet valóságalapja, hiszen a középkorban nem voltak ritkák az ehhez hasonló alagutak.) 
Úgy tartja a népemlékezet, hogy a Sérák és a zaláni Aporok egy alagúttal kötötték össze a várat a ma már romokban heverő Séra kúriával.

### Ásványvizek
A falu környékén számos forrás található. A Fingos borvíz a falu határától mintegy egy kilométerre délre található. A forrásból rendszeresen gázok törnek elő.
A déli hegyoldal hatalmas mészkőzárványainak köszönhetően itt nagyobb hozamú források is kialakulhattak, mint a Rókalik-forrás, ahonnan már a kollektív gazdaság bevezette a vizet a faluba. Erre a forrásra alapozták Zalán és Oltszem jelenlegi ivóvízellátását is. Elsőként a zaláni iskolát kapcsolták rá a hálózatra.
Egyéb források: Felszegi és Dögös forrás, a Zalánfeji valamint a Nyíri borvíz.

## Híres emberek
- Bencze József (1898–1972) zaláni református pap, valláskutató, közéleti személyiség. 1958. április 15-én tartóztatták le.
- Miske László (1935–2025)[2] Jászai Mari-díjas színész.

## Testvértelepülések
- Túrony, Magyarország